# 皮河畔圣苏普莱
皮河畔圣苏普莱（法語：Saint-Souplet-sur-Py，法語發音：[sɛ̃ suplɛ syʁ pi]）是法国马恩省的一个市镇，属于兰斯区。

## 地理
皮河畔圣苏普莱（49°14'12"N, 4°27'55"E）面积21.2 平方千米，位于法国大東部大區马恩省，该省份为法国东北部内陆省份，北起阿登省，西北接埃纳省，西南接塞纳-马恩省，南至奥布省，东南接上马恩省，东临默兹省。
与皮河畔圣苏普莱接壤的市镇（或旧市镇、城区）包括：欧贝里沃、栋特里安、大圣伊莱尔、圣玛丽阿皮、圣马丹勒勒、沃德桑库尔。

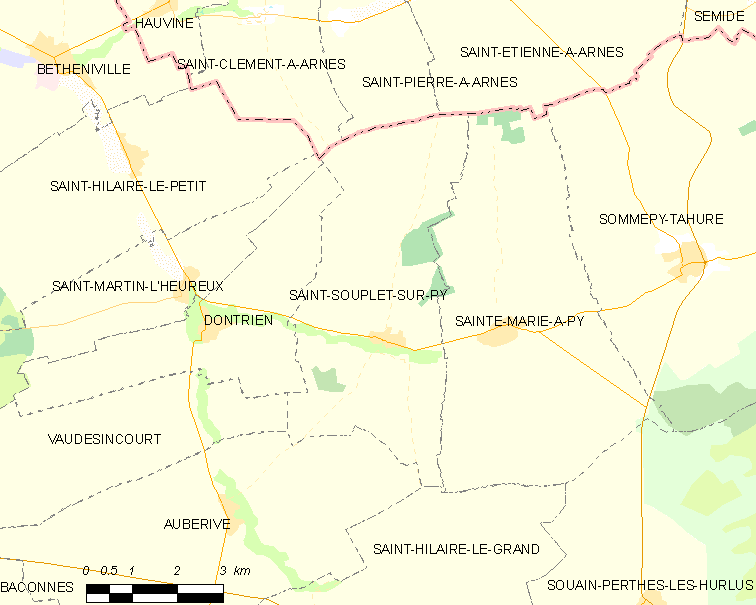
皮河畔圣苏普莱的OSM定位图

皮河畔圣苏普莱的时区为UTC+01:00、UTC+02:00（夏令时）。

## 行政
皮河畔圣苏普莱的邮政编码为51600，INSEE市镇编码为51517。

## 政治
皮河畔圣苏普莱所属的省级选区为穆尔默隆-韦勒-香槟山县。

## 人口

1962-2008年间皮河畔圣苏普莱人口变化图示

皮河畔圣苏普莱于2022年1月1日时的人口数量为129人。